# Huis Colaco Belmonte

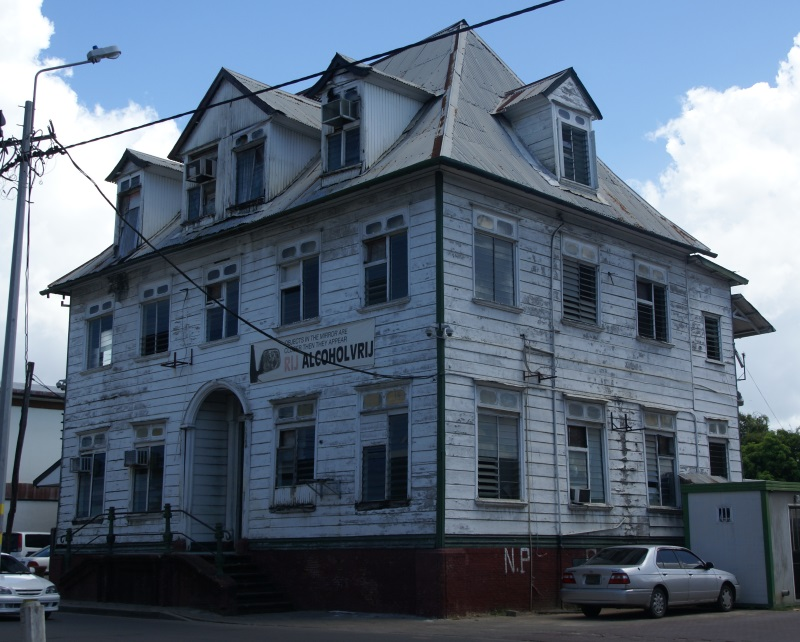
Huis Colaco Belmonte, Keizerstraat 25 te Paramaribo

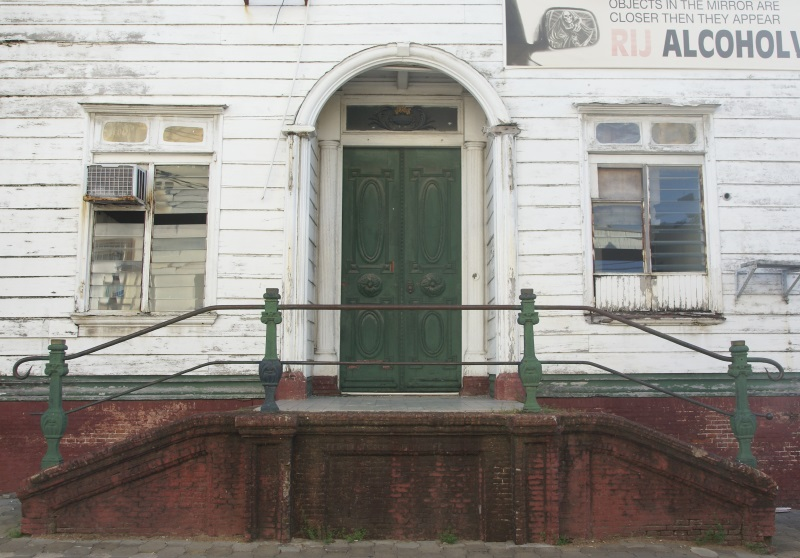
Entree van het huis.

Het Huis Colaco Belmonte is een monumentaal pand gelegen aan Keizerstraat 25 te Paramaribo, Suriname. Het pand is onderdeel van de historische binnenstad van Paramaribo, die sinds 2002 door UNESCO aan de Werelderfgoedlijst is toegevoegd.
Het houten huis werd gebouwd in de empirestijl in of vlak na 1821 op oude stenen funderingen van het vorige huis, dat in de stadsbrand van 1821 was verwoest.
Het huis wordt gekenmerkt door veel fijngesneden details en hoge plafonds. Zo hebben de ruimtes op de begane grond een hoogte van 4,1 meter. De voordeur is verdiept in een getoogd voorportaal.
In 1828 bewoonde gouverneur-generaal Paulus Roelof Cantz'laar met zijn gezin in dit huis. Het is niet bekend waarom dit huis zijn voorkeur had boven het Presidentiële Paleis aan het Onafhankelijkheidsplein.
In 1865 was het huis in bezit van de medicus Jacob Colaco Belmonte.
Later werd het huis aangekocht door de overheid. Vanaf 1960 werd er een politiebureau gevestigd, waarbij de grote zalen werden onderverdeeld in kleine kantoortjes. Ook kreeg het huis aan de achterzijde een aanbouw.